# ویکتور جوری
ویکتور جوری (انگلیسی: Victor Jory؛ ۲۳ نوامبر ۱۹۰۲ – ۱۲ فوریهٔ ۱۹۸۲) یک هنرپیشه اهل کانادا بود.
از فیلم‌ها یا برنامه‌های تلویزیونی که وی در آن نقش داشته است می‌توان به بر باد رفته، معجزه‌گر، بانوی اول، شهر داج، پاپیون، مردی از آلامو، پائیز قبیله شاین، دره پادشاهان، همیشه در فرار، رؤیای شب نیمه تابستان، مادام دو باری، ماجراهای تام سایر اشاره کرد.